# Морозовский сельский совет (Меловский район)
Морозовский сельский совет (укр. Морозівська сільська рада) — входит в состав
Меловского района
Луганской области
Украины.

## Населённые пункты совета
- с. Зориновка
- с. Морозовка
- с. Шелестовка

## Адрес сельсовета
92520, Луганская обл., Меловский р-н, с. Морозовка, ул. 50 лет Октября, 49б; тел.: 9-32-28

## Известные уроженцы
- Федоренко, Фёдор Михайлович (1903—19??) — советский военачальник, полковник. Родился в селе Шелестовка.